# Eros Poli
Eros Poli (* 6. srpna 1963 Isola della Scala) je bývalý italský reprezentant v silniční cyklistice. V pelotonu vynikal svojí urostlou postavou (194 cm a 85 kg).

## Závodní kariéra
Získal zlatou medaili v časovce družstev na 100 km na Letních olympijských hrách 1984. Na Mistrovství světa v silniční cyklistice obsadil v této disciplíně v roce 1983 sedmé místo, v roce 1985 třetí místo, v roce 1986 druhé místo a v roce 1987 zvítězil. Na LOH 1988 skončil s italským kvartetem na pátém místě. Z individuálních závodů vyhrál v roce 1985 Coppa Caivano a v roce 1988 Gran Premio Industria e Commercio Artigianato Carnaghese.
Od roku 1991 jezdil profesionálně. V týmu Mercatone Uno rozjížděl spurty pro Maria Cipolliniho, osvědčil se také jako spolehlivý tahoun grupeta. Na Tour de France v roce 1994 vyhrál po dlouhém samostatném úniku patnáctou etapu vedoucí přes Mont Ventoux a získal cenu pro nejaktivnějšího jezdce. V roce 1997 obsadil čtvrté místo na závodě Étoile de Bessèges.
Pracoval jako taxikář a barman, pak se stal zaměstnancem cestovní kanceláře InGamba Tours.

## Výsledky
Giro d'Italia
- 1991: 129. místo
- 1992: 148. místo
- 1993: 131. místo
- 1994: 98. místo

Tour de France
- 1992: nedokončil
- 1994: 115. místo
- 1995: 114. místo
- 1996: 127. místo
- 1997: 134. místo
- 1998: 86. místo

Vuelta a España
- 1994: 105. místo
- 1997: nedokončil

Milán – San Remo
- 1992: 177. místo
- 1994: 129. místo
- 1998: 106. místo
- 1999: 149. místo

Paříž–Roubaix
- 1991: 86. místo
- 1995: 76. místo
- 1997: 54. místo
- 1998: 86. místo
- 1999: 49. místo